# تپه کلک سرخ‌آباد
تپه کلک سرخ‌آباد مربوط به دوره ساسانیان تا دوره سلجوقیان است و در شهرستان دره‌شهر، بخش مرکزی، دهستان زرین دشت، جنوب شرق روستای سرخ آباد واقع شده و این اثر در تاریخ ۲۶ اسفند ۱۳۸۶ با شمارهٔ ثبت ۲۲۱۵۳ به‌عنوان یکی از آثار ملی ایران به ثبت رسیده است.